# Tênis de mesa nos Jogos Pan-Americanos de 2023 - Duplas masculinas
O torneio de duplas masculinas do tênis de mesa nos Jogos Pan-Americanos de 2023 foi disputado entre 29 e 31 de outubro de 2023 no Centro de Treinamento Olímpico, em Ñuñoa. Um total de 26 mesatenistas de 13 Comitês Olímpicos Nacionais (CON) participaram do evento.

## Calendário
Horário local (UTC−3).
| Data          | Hora  | Fase             |
| ------------- | ----- | ---------------- |
| 29 de outubro | 16:00 | Oitavas de final |
| 29 de outubro | 19:45 | Quartas de final |
| 31 de outubro | 14:10 | Semifinais       |
| 31 de outubro | 20:30 | Final            |

## Medalhistas
| Ouro   | CUB Jorge Campos e Andy Pereira                                        |
| Prata  | BRA Hugo Calderano e Vitor Ishiy                                       |
| Bronze | ARG Horacio Cifuentes e Gastón Alto CHI Gustavo Gómez e Nicolás Burgos |

## Resultados
As oitavas e quartas de final foram realizadas em 29 de outubro. As semifinais e a final ocorreram dois dias depois, em 31 de outubro de 2023. Os perdedores das semifinais garantiram automaticamente as medalhas de bronze.
| Oitavas de final | Oitavas de final              | Oitavas de final | Oitavas de final | Oitavas de final | Oitavas de final | Oitavas de final | Oitavas de final | Oitavas de final |  |  | Quartas de final | Quartas de final              | Quartas de final | Quartas de final | Quartas de final | Quartas de final | Quartas de final | Quartas de final | Quartas de final |  |  | Semifinal | Semifinal                   | Semifinal | Semifinal | Semifinal | Semifinal | Semifinal | Semifinal | Semifinal |  |  | Final | Final                       | Final | Final | Final | Final | Final | Final | Final |
|                  |                               |                  |                  |                  |                  |                  |                  |                  |  |  |                  |                               |                  |                  |                  |                  |                  |                  |                  |  |  |           |                             |           |           |           |           |           |           |           |  |  |       |                             |       |       |       |       |       |       |       |
|                  | ARG H Cifuentes ARG G Alto    |                  |                  |                  |                  |                  |                  |                  |  |  |                  |                               |                  |                  |                  |                  |                  |                  |                  |  |  |           |                             |           |           |           |           |           |           |           |  |  |       |                             |       |       |       |       |       |       |       |
|                  | Bye                           |                  |                  |                  |                  |                  |                  |                  |  |  |                  | ARG H Cifuentes ARG G Alto    | 7                | 8                | 11               | 11               | 11               | 11               |                  |  |  |           |                             |           |           |           |           |           |           |           |  |  |       |                             |       |       |       |       |       |       |       |
|                  | EAI H Moscoso EAI H Gatica    | 4                | 5                | 7                | 7                |                  |                  |                  |  |  |                  | ECU A Miño ECU E Riofrío      | 11               | 11               | 6                | 9                | 5                | 8                |                  |  |  |           |                             |           |           |           |           |           |           |           |  |  |       |                             |       |       |       |       |       |       |       |
|                  | ECU A Miño ECU E Riofrío      | 11               | 11               | 11               | 11               |                  |                  |                  |  |  |                  |                               |                  |                  |                  |                  |                  |                  |                  |  |  |           | ARG H Cifuentes ARG G Alto  | 7         | 6         | 11        | 11        | 9         | 3         |           |  |  |       |                             |       |       |       |       |       |       |       |
|                  | USA J Liang USA N Naresh      | 5                | 9                | 7                | 8                |                  |                  |                  |  |  |                  |                               |                  |                  |                  |                  |                  |                  |                  |  |  |           | CUB J Campos CUB A Pereira  | 11        | 11        | 3         | 8         | 11        | 11        |           |  |  |       |                             |       |       |       |       |       |       |       |
|                  | CUB J Campos CUB A Pereira    | 11               | 11               | 11               | 11               |                  |                  |                  |  |  |                  | CUB J Campos CUB A Pereira    | 11               | 11               | 11               | 5                | 11               |                  |                  |  |  |           |                             |           |           |           |           |           |           |           |  |  |       |                             |       |       |       |       |       |       |       |
|                  | Bye                           |                  |                  |                  |                  |                  |                  |                  |  |  |                  | PUR D González PUR B Afanador | 4                | 9                | 6                | 11               | 4                |                  |                  |  |  |           |                             |           |           |           |           |           |           |           |  |  |       |                             |       |       |       |       |       |       |       |
|                  | PUR D González PUR B Afanador |                  |                  |                  |                  |                  |                  |                  |  |  |                  |                               |                  |                  |                  |                  |                  |                  |                  |  |  |           |                             |           |           |           |           |           |           |           |  |  |       | CUB J Campos CUB A Pereira  | 5     | 11    | 11    | 12    | 8     | 11    |       |
|                  | MEX R Castro MEX M Madrid     | 7                | 7                | 8                | 4                |                  |                  |                  |  |  |                  |                               |                  |                  |                  |                  |                  |                  |                  |  |  |           |                             |           |           |           |           |           |           |           |  |  |       | BRA H Calderano BRA V Ishiy | 11    | 8     | 8     | 10    | 11    | 7     |       |
|                  | BRA H Calderano BRA V Ishiy   | 11               | 11               | 11               | 11               |                  |                  |                  |  |  |                  | BRA H Calderano BRA V Ishiy   | 11               | 11               | 4                | 6                | 11               | 11               |                  |  |  |           |                             |           |           |           |           |           |           |           |  |  |       |                             |       |       |       |       |       |       |       |
|                  | CAN S Martin CAN E Ly         | 9                | 11               | 8                | 12               | 11               | 11               |                  |  |  |                  | CAN S Martin CAN E Ly         | 6                | 4                | 11               | 11               | 4                | 4                |                  |  |  |           |                             |           |           |           |           |           |           |           |  |  |       |                             |       |       |       |       |       |       |       |
|                  | PAR A Toranzos PAR M Aguirre  | 11               | 3                | 11               | 10               | 9                | 7                |                  |  |  |                  |                               |                  |                  |                  |                  |                  |                  |                  |  |  |           | BRA H Calderano BRA V Ishiy | 11        | 14        | 11        | 11        | 9         | 13        |           |  |  |       |                             |       |       |       |       |       |       |       |
|                  | PER R Hidalgo PER C Fernández | 11               | 13               | 11               | 12               |                  |                  |                  |  |  |                  |                               |                  |                  |                  |                  |                  |                  |                  |  |  |           | CHI G Gómez CHI N Burgos    | 5         | 16        | 5         | 6         | 11        | 11        |           |  |  |       |                             |       |       |       |       |       |       |       |
|                  | COL S Montes COL J Ramos      | 9                | 11               | 7                | 10               |                  |                  |                  |  |  |                  | PER R Hidalgo PER C Fernández | 7                | 9                | 9                | 5                |                  |                  |                  |  |  |           |                             |           |           |           |           |           |           |           |  |  |       |                             |       |       |       |       |       |       |       |
|                  | Bye                           |                  |                  |                  |                  |                  |                  |                  |  |  |                  | CHI G Gómez CHI N Burgos      | 11               | 11               | 11               | 11               |                  |                  |                  |  |  |           |                             |           |           |           |           |           |           |           |  |  |       |                             |       |       |       |       |       |       |       |
|                  | CHI G Gómez CHI N Burgos      |                  |                  |                  |                  |                  |                  |                  |  |  |                  |                               |                  |                  |                  |                  |                  |                  |                  |  |  |           |                             |           |           |           |           |           |           |           |  |  |       |                             |       |       |       |       |       |       |       |